# Рюкин

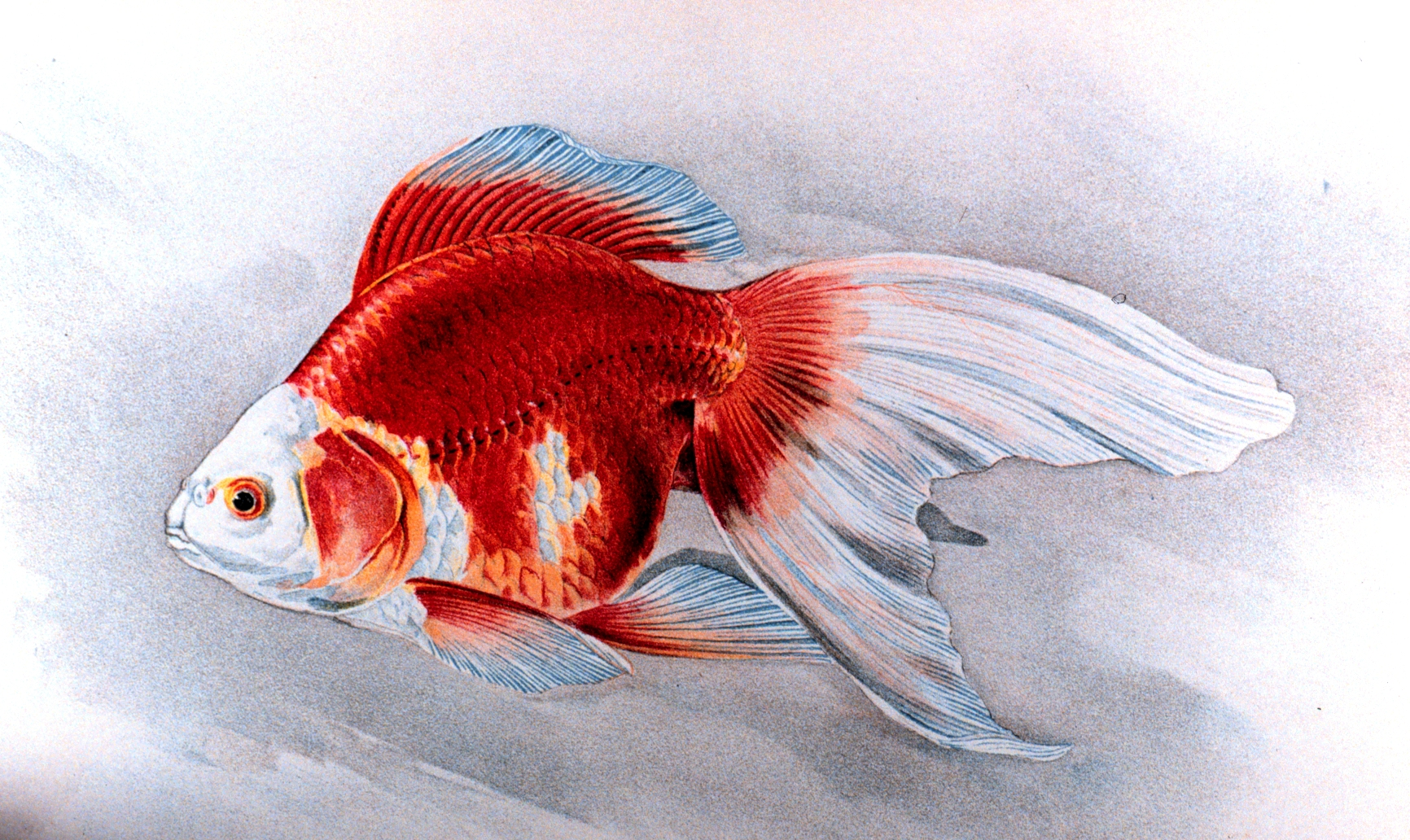
Золотая рыбка Рюкин или «Нимфа» на открытке XIX века из серии «Золотые рыбки в культуре Японии» от Синносукэ Мацубара

Рюкин (яп. 琉金 рю:кин, дословно «золото Рюкю») — одна из искусственно культивированных декоративных пород аквариумной «золотой рыбки» (лат. Carassius gibelio forma auratus (Bloch, 1782)). Также известна под названиями рюкин, риукин, нимфа.

## История происхождения
Золотые рыбки «рюкин» были выведены в Японии и рассматриваются как прототип вуалехвоста.

## Описание

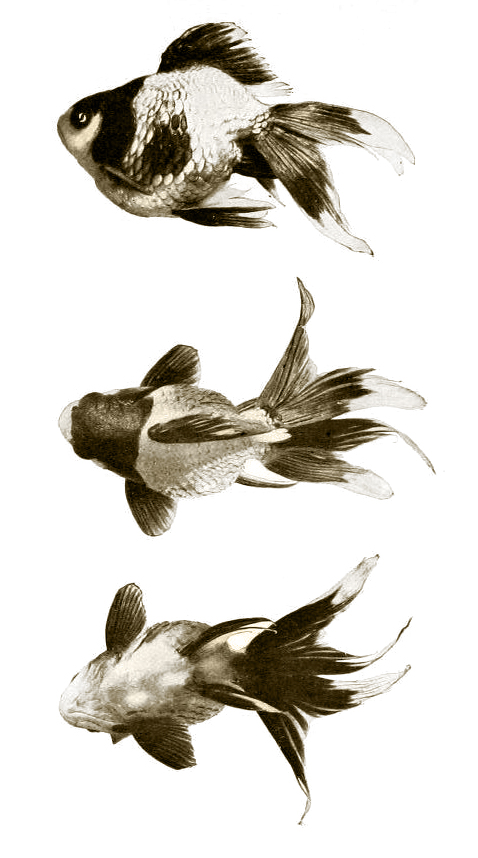
Рюкин (рис. 1904 года)

Рыбка с изящным коротким яйцеобразным и вздутым телом, массивными плавниками. Общая длина рыбки около 20 см. Соотношение высоты к длине тела от 3/4 до 1. Голова крупная, со слегка увеличенными глазами. Характерен изгиб спины в виде «горба», начинающийся от головы до спинного плавника. Длина плавников в значительной степени определяет ценность экземпляра. Спинной плавник строго вертикальный — от 1/3 и более высоты тела. Хвостовой — раздвоенный и широко расправлен: в соотношении к длине тела составляет от 3/4 до полутора (1,5) размера. Угол между верхними и нижними лопастями хвостового плавника — 90º и более. Остальные плавники парные, умеренной длины, слегка закругленной формы оконечностей.

### Окрас
Расцветка рюкин разнообразна: красная, розовая или белая, многоцветная пятнами и «ситцевая».

### Поведение
Медлительна. Не терпит низких температур воды. Содержание в открытом водоёме не рекомендуется. Обязателен обогрев аквариума.

### Вариации
- Длиннохвостые[1]
- Короткохвостые[2][3]